# Ferenc di Paola nápoly–szicíliai királyi herceg
Bourbon–Szicíliai Ferenc di Paola (olaszul: Francesco di Paola di Borbone-Due Sicilie; Nápoly, Két Szicília Királysága, 1827. augusztus 13. – Párizs, Harmadik Francia Köztársaság, 1892. szeptember 24.), nápoly–szicíliai királyi herceg, I. Ferenc szicíliai kettős király és Spanyolországi Mária Izabella legkisebb gyermeke, Trapani grófja.

## Származása
Ferenc di Paola királyi herceg 1827. augusztus 13-án született Nápolyban, a Capeting-ház Bourbon-házának nápoly–szicíliai királyi ágának tagjaként. Teljes neve Ferenc di Paola Lajos Emánuel (olaszul: Francesco di Paola Luigi Emanuele) volt. Apja I. Ferenc nápoly–szicíliai király, aki I. Ferdinánd kettős király és Habsburg–Lotaringiai Mária Karolina főhercegnő fia volt. Apai nagyapai dédszülei III. Károly spanyol király és Szászországi Mária Amália királyné (III. Szász Ágost lengyel király leánya), míg apai nagyanyai dédszülei Lotaringiai Ferenc István császár és Habsburg Mária Terézia uralkodónő (VI. Károly német-római császár és magyar király leánya) voltak.
Édesanyja a szintén Bourbon-házi Mária Izabella spanyol infánsnő, aki IV. Károly spanyol király és Mária Lujza Bourbon–parmai hercegnő leánya volt. Anyai nagyapai dédszülei szintén III. Károly spanyol király és Szászországi Mária Amália királyné, míg anyai nagyanyai dédszülei I. Fülöp parmai herceg és Lujza Erzsébet francia királyi hercegnő (XV. Lajos francia király leánya) voltak.
A herceg volt szülei tizennégy gyermeke közül a legkisebb. Testvérei között olyan magas rangú személyek voltak mint Lujza Sarolta királyi hercegnő, Ferenc Antal spanyol infáns felesége; Mária Krisztina királyi hercegnő aki VII. Ferdinánd spanyol király hitvese volt; II. Ferdinánd nápoly–szicíliai király; Károly Ferdinánd, Capua hercege; Lipót Benjámin, Siracusa grófja; Mária Antónia királyi hercegnő, aki II. Lipót toszkánai nagyherceg felesége lett; Antal Paszkál, Lecce grófja; Mária Amália királyi hercegnő, Sebestyén spanyol és portugál infáns hitvese; Mária Karolina királyi hercegnő, Károly Lajos, Montemolín grófja és spanyol trónkövetelő felesége; továbbá Terézia Krisztina királyi hercegnő, aki II. Péter brazil császár hitvese volt; valamint Lajos Károly, Aquila grófja is. Apja első házasságából, Habsburg–Lotaringiai Mária Klementina főhercegnőtől született egyik féltestvére Mária Karolina királyi hercegnő, Károly Ferdinánd, Berry hercegének hitvese volt.

## Házassága és gyermekei
Ferenc di Paola királyi herceg felesége a Habsburg–Lotaringiai-ház toszkánai ágából származó Mária Izabella főhercegnő, egyben unokahúga lett. A főhercegnő volt II. Lipót toszkánai nagyherceg és Bourbon–Szicíliai Mária Antónia nagyhercegné (Ferenc di Paola nővérének) leánya. Házasságukra 1850. április 10-én került sor Firenzében. Kapcsolatukból összesen hat gyermek született, melyek közül ketten érték meg a felnőttkort. Gyermekeik:
1. Mária Antónia királyi hercegnő (1851. március 16. – 1938. szeptember 12.), aki unokatestvére, Alfonz, Caserta grófjának felesége lett
2. Lipót királyi herceg (1853. szeptember 24. – 1870. szeptember 4.), fiatalon, tizenhét éves korában hunyt el
3. Mária Terézia Pia királyi hercegnő (1855. január 7. – 1856. szeptember 1.), gyermekként halt meg
4. Mária Karolina Pia királyi hercegnő (1856. február 21. – 1941. április 7.), Andrzej Przemysław Zamoyski lengyel gróf hitvese
5. Ferdinánd királyi herceg (1857. május 25. – 1859. július 22.), gyermekként elhunyt
6. Mária Annunciáta királyi hercegnő (1858. szeptember 21. – 1873. március 20.), fiatalon vesztette életét